# Ochrona częściowa
Ochrona częściowa – w Polsce, jeden ze statusów ochronnych w ochronie gatunkowej roślin, grzybów i zwierząt. Według Ustawy o ochronie przyrody oznacza ochronę gatunków roślin, grzybów i zwierząt, dopuszczającą możliwość redukcji liczebności populacji oraz pozyskiwania osobników tych gatunków lub ich części tylko w określonych przypadkach. Bezprawne jest pozyskiwanie i przetrzymywanie gatunków roślin i zwierząt bez zezwolenia.
W przypadku ochrony częściowej zezwolenia na odstępstwo od zakazów może udzielić regionalny dyrektor ochrony środowiska (regionalny konserwator przyrody). Niektóre gatunki spośród poddanych ochronie częściowej mogą być też za zezwoleniem regionalnego dyrektora ochrony środowiska przedmiotem ograniczonego zbioru do celów zielarskich lub innych celów gospodarczych.